# کروا (دیر)
کروا روستایی از توابع بخش آبدان شهرستان دیر استان بوشهر در جنوب ایران.

## جمعیت
این روستا در دهستان آبدان قرار دارد و بر اساس سرشماری سال ۱۳۹۵ جمعیت آن زیر سه خانوار یا خالی از سکنه است.